# Bewegung der Freien Offiziere (Ägypten)

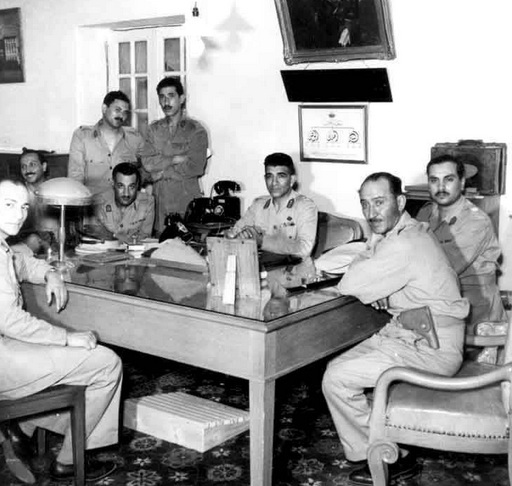
Die Freien Offiziere nach dem Sturz der Monarchie, 1953. Gegen den Uhrzeigersinn: Zakariyā Muhyī ad-Dīn, ʿAbd al-Latīf al-Baghdādī, Kamāl ad-Dīn Husain (stehend), Dschamāl ʿAbd an-Nāsir (sitzend), ʿAbd al-Hakīm ʿĀmir, Muhammad Nadschīb, Yūsif Sadīq und Ahmad Schauqī

Die Bewegung der freien Offiziere Ägyptens (arabisch حركة الضباط الأحرار المصريين, DMG Ḥarakat aḍ-Ḍubbāṭ al-Aḥrār al-Miṣriyyīn) war eine Gruppe revolutionärer ägyptisch-nationalistischer Offiziere in den ägyptischen und sudanesischen Streitkräften, die die ägyptische Revolution von 1952 initiierten. Die Bewegung der Freien Offiziere wurde ursprünglich als kleine, rebellische Militärzelle unter der Führung von ʿAbd al-Munʿim ʿAbd ar-Ra'⁠ūf gegründet. Zu dieser Gruppe gehörten Dschamāl ʿAbd an-Nāsir, Husain Hamūda, Chālid Muhyī ad-Dīn, Kamāl ad-Dīn Husain, Salāh Nasr, ʿAbd al-Hakīm ʿĀmir und Saʿd Taufīq. Während des Palästinakriegs von 1948 bis 1949 operierte sie als geheime Bewegung junger Offiziere. Muhammad Nadschīb, ein hoch angesehener Kriegsheld im ganzen Land, schloss sich 1949 den Freien Offizieren an. Nadschīb genoss aufgrund seines Heldenstatus und seines Einflusses innerhalb der Armee Glaubwürdigkeit, sowohl innerhalb des Militärs als auch in der breiten Öffentlichkeit. Im Vorfeld der Revolution, die 1952 zum Sturz von König Fārūq führte, wurde er zum offiziellen Anführer der Freien Offiziere ernannt.

## Hintergrund

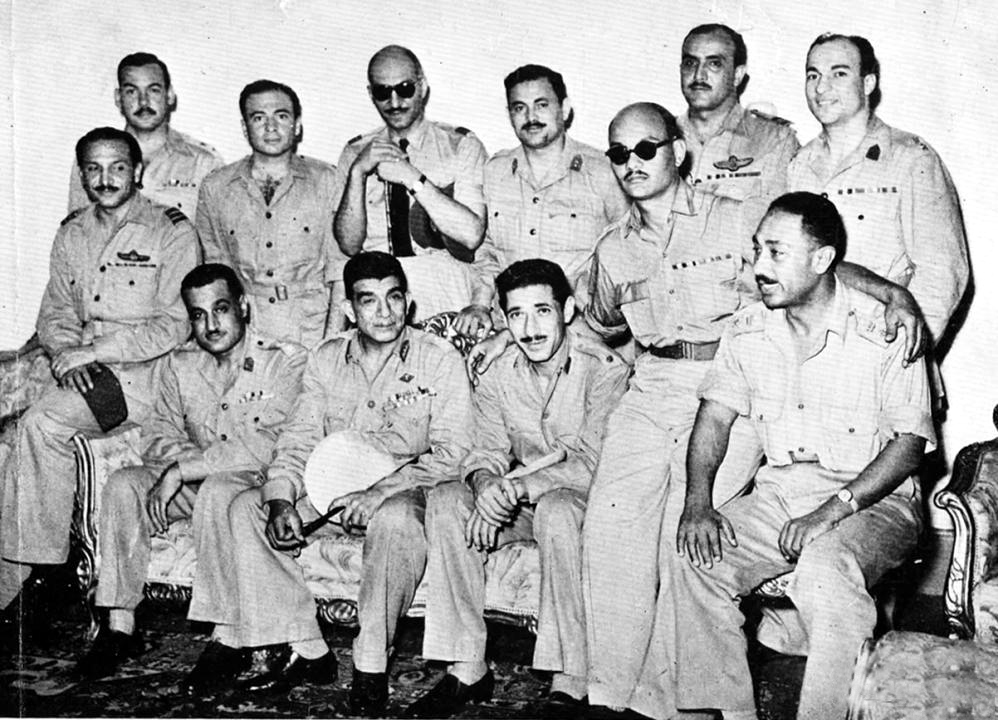
Vordere Reihe von links: ʿAbd al-Latīf al-Baghdādī, Dschamāl ʿAbd an-Nāsir, Muhammad Nadschīb, ʿAbd al-Hakīm ʿĀmir, Salāh Sālim. Muhammad Anwar as-Sādāt. Hintere Reihe von links: Husain asch-Schāfiʿī, Chālid Muhyī ad-Dīn, Dschamāl Sālim, Kamāl ad-Dīn Husain, Hasan Ibrāhīm, Zakariyā Muhyī ad-Dīn

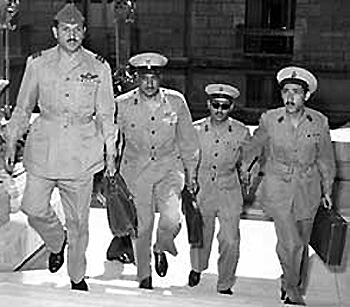
ʿAbd al-Latīf al-Baghdādī (links) Dschamāl ʿAbd an-Nāsir (Mitte links) Salāh Sālim (Mitte rechts) ʿAbd al-Hakīm ʿĀmir (rechts)

Die wirtschaftlichen Herausforderungen nach dem Ersten Weltkrieg, darunter die Weltwirtschaftskrise, hatten weltweit Auswirkungen auf Volkswirtschaften, einschließlich Ägypten und dem Sudan. In dieser Zeit begannen die Großmächte in der arabischen Welt und im Nahen Osten damit, wirtschaftliche Entwicklungsinstitutionen abzubauen, obwohl es bereits positive Entwicklungen gegeben hatte. Dies führte dazu, dass viele politische Gruppen sich gegen die dominierenden Politiker der damaligen Zeit organisierten, die die parlamentarische Politik kontrollierten. Die Arbeitnehmer waren bereits an die Bemühungen zur Entwicklung der Wirtschaft gewöhnt, die darauf abzielten, die Region zu stabilisieren. Diese staatlich gelenkten Initiativen setzten den Standard dafür, was die Menschen von ihrer Regierung erwarteten, darunter die Regulierung von Importen, industrielle Investitionen, die Verteilung von Rohstoffen und die Überwachung der Produktion.

## Entstehung
Politiker und Regierungsstellen wurden gezwungen, auf die Forderungen von Gruppen einzugehen, die direkt von den Änderungen und Rücknahmen der Initiativen betroffen waren. Unter diesen Gruppen befanden sich auch Offiziere. Obwohl die ersten Militärputsche in Syrien in den späten 1940er Jahren begannen, hatten der Putsch der Freien Offiziere in Ägypten und die Revolution von 1952 die größte Wirkung und dienten als Auslöser für spätere Bewegungen. Die Mitglieder dieser Bewegung kamen nicht aus der wohlhabenden Elite, sondern aus der Mittelschicht, darunter junge Arbeiter, Regierungsbeamte und Nachwuchsoffiziere. Die Bewegung gewann in den 1940er Jahren an Fahrt und erlangte unter der Führung von Dschamāl ʿAbd an-Nāsir Erfolg. Nāsir genoss das Vertrauen und den Respekt der anderen Mitglieder und wurde zum Leiter eines Koordinierungsausschusses (1949), dessen Führung er später übernahm (1950). Er selbst stammte aus bescheidenen Verhältnissen und vertrat die Mehrheit der Gruppe, die hart arbeitende Mittelschicht. Die Freien Offiziere bestanden aus Stadtbewohnern und gebildeten Aktivisten, die aus der unteren Mittelschicht kamen. Nāsir, ein Kriegsheld, der schnell zum Oberst in der Armee aufstieg, widmete seine Zeit und Energie der Aufgabe, die Korruption der Regierung während des Palästinakriegs von 1947 bis 1949 durch die Wiederherstellung einer Demokratie zu bekämpfen. Er sah die Passivität der eigenen Bevölkerung gegenüber dem Imperialismus als ebenso problematisch an wie den Imperialismus selbst. Die Freien Offiziere stärkten eine „neue“ Mittelschicht und bezeichneten ihre Gruppe und Bewegung einfach als „Bewegung“. Später sollte daraus jedoch eine Revolution werden.
Um den erfolgreichen Staatsstreich vom 23. Juli 1952 vorzubereiten, bestimmte das Komitee der Freien Offiziere General Muhammad Nadschīb als öffentliches Gesicht. Dieses Komitee bestand aus mehreren Männern, die sich als Komitee der Bewegung der Freien Offiziere zusammengeschlossen hatten und die Revolution von 1952 anführten. Diese Männer waren Oberstleutnant Dschamāl ʿAbd an-Nāsir (1917–1970), Major ʿAbd al-Hakīm ʿĀmir (1919–1967), Oberstleutnant Anwar as-Sādāt (1918–1981), Major Salāh Sālim (1920–1962), Major Kamāl ad-Din Husain (1921–1999), Geschwaderführer Dschamāl Sālim (1918–2001), Staffelführer Hasan Ibrāhīm (1917–1990), Major Chālid Muhyī ad-Dīn (1922–2018) und Geschwaderführer ʿAbd al-Latīf al-Baghdādī (1917–1999). Später traten Major Husain asch-Schāfiʿī (1918–2005) und Oberstleutnant Zakariyā Muhyī ad-Dīn (1918–2012) dem Ausschuss bei.
Die anhaltenden Unruhen in Ägypten, die auf die britische Kontrolle zurückzuführen waren, führten zu einer Reihe von Aufständen, bei denen britische Militärposten angegriffen wurden. In den Jahren 1950–1952 kam es zu Streiks der Arbeiter in der Sueskanalzone, doch diese wurden von der britischen Armee unterbunden. Die pro-britische ägyptische Regierung in Kairo warnte öffentlich die ägyptischen Nationalisten davor, ihre Aktivitäten fortzusetzen. Jedoch kam es stattdessen zu Angriffen gegen die Briten und die ägyptischen Eliten, die mit ihnen kollaborierten. Zu dieser Zeit waren die ägyptischen nationalistischen Gruppen gespalten und desorganisiert. Das Militär war der einzige Sektor, der noch eine gewisse Form von organisierter Struktur aufwies, was letztendlich zur Revolution von 1952 führte. Die Revolutionäre betonten die Notwendigkeit von Reformen und sozialer Gerechtigkeit, marschierten nach Kairo und zwangen König Fārūq abzudanken. Diese Revolution markierte das Ende der britischen Kontrolle über Ägypten, die 1882 während des Anglo-Ägyptischen Krieges begonnen hatte.

## Vorbild für andere arabische Staaten
Andere Gruppen junger Offiziere versuchten, den Aufstieg der Freien Offiziere zu kopieren und organisierten ähnliche Bewegungen. Im Jahr 1958 stürzte eine Gruppe arabischer und irakischer nationalistischer Offiziere, die sich selbst als „Freie Offiziere“ bezeichneten, die pro-britische haschemitische Regierung von Nūrī as-Saʿīd und Faisal II. Diese beiden, Saʿīd und Faisal, waren zu der Zeit die Hauptkonkurrenten Nāsirs in der Region und wurden bei dem Putsch getötet. Einige der gleichen Offiziere schlossen sich 1963 der Baʿth-Partei an und stürzten die Regierung von ʿAbd al-Karīm Qāsim, der von den Putschisten ermordet wurde.
Im Jahr 1963 stürzte eine Koalition arabischer nationalistischer Offiziere, zu der Nasseristen, Baathisten und Unabhängige gehörten, die abtrünnige Regierung von Nāzim al-Qudsī in Syrien. Ihr Ziel war es, die Union mit Ägypten in der Vereinigten Arabischen Republik (1958–1961) wiederherzustellen. In Saudi-Arabien gab es in den 1960er Jahren eine ähnliche Idee, die von Prinz Talāl vorangetrieben wurde. Er gründete die Bewegung der Freien Prinzen mit dem erfolglosen Ziel, die konservative Monarchie seines Landes zu stürzen. Als Konsequenz wurde er nach Ägypten verbannt und erhielt Asyl von Nāsir.
Im Jahr 1969 setzte der damalige libysche Staatschef Muʿammar al-Qaddhāfī eine ähnliche Gruppe ein, um den libyschen König Idrīs zu stürzen.
Der 23. Juli wird in Ägypten als Revolutionstag begangen, um den Jahrestag der ägyptischen Revolution von 1952 zu ehren. Diese Revolution wurde von den Freien Offizieren angeführt.
Der Name „Freie Offiziere“ wurde bewusst von der Bewegung unter der Führung von Brigadegeneral Nadschīb as-Sālihī übernommen, die aus Offizieren und Zivilisten bestand und sich gegen Saddām Husain richtete.